# 春云实
春云实（学名：Caesalpinia vernalis）是豆科云实属的植物，为中国的特有植物。别名乌爪簕藤。

## 形态
有刺藤本，全株被锈色茸毛。二回羽状复叶，叶轴有刺，被柔毛；卵状披针形的小叶对生，革质，先端急尖。春季开黄色花，圆锥花序生于上部叶腋或顶生。斜长圆形木质黑紫色的荚果。

## 分布
分布于中国大陆的福建、浙江、广东等地，见于山沟湿润的沙土上和岩石旁，目前尚未由人工引种栽培。